# Красночикойский район
Красночико́йский район —  административно-территориальная единица (район) и муниципальное образование (муниципальный район) в Забайкальском крае Российской Федерации.
Административный центр — село Красный Чикой.

## География
Район расположен на юго-западе Забайкальского края, граничит на западе и юго-западе с Монголией, на юге с Кыринским, на востоке с Улётовским, на севере с Хилокским и Петровск-Забайкальским районами края, на северо-западе с Бурятией.
На севере района лежит Чикойская впадина, охватывающая долину среднего течения реки Чикой. Понижение выполнено рыхлыми отложениями, полоса речных отложений занимает от 7 до 15 км.
Основные хребты: Асинский (Ацинский), Мензинский, Чикоконский, Эсутайский, отроги Малханского, лежащие в высотном поясе 1200—1400 м, наивысшая отметка — гора Быстринский Голец (2519 м).
Крупные реки — Чикой и Менза.
Полезные ископаемые
На территории района имеются: Игнатьевское месторождение берилла и турмалина, Комсомольское олововольфрамовое месторождение, Красночикойское месторождение каменного угля, Малханское месторождение цветного турмалина, Мельничная — место находки родонита, Молодёжное месторождение олова и вольфрама, Шумиловское олововольфрамовое месторождение, золото— и оловоносные россыпи и др. Большую рекреационную ценность представляет минеральный источник Ямаровка.

### Климат
Климат резко континентальный. Средняя температура в июле +14 ÷ +16 °С (максимальная +40 °С). Зима холодная, средние температуры января −22 ÷ −26 °С (абс. минимум −53 °С). Количество выпадающих осадков от 350 до 500 мм/год. Вегетационный период продолжается 90—130 дней.
Природный мир
На большей части территории района почвы горные мерзлотно-таёжные типичные, мерзлотно-таёжные оподзоленные и дерновые подтаёжные глубокопромерзающие, мерзлотные лугово-лесные. Встречаются карбонатные лёссовидные песчано-суглинистые.
Основным типом местности является горная тайга, значительно распространены предгольцовое редколесье и гольцы. Нижние части склонов заняты лиственничной тайгой и багульниковым покровом. Леса с травянистым покровом лишь на сухих склонах. На более высоких отметках лиственничники сменяются кедрово-лиственничными лесами. Чисто кедровые леса встречаются реже, на верхнем пределе горной тайги и во влажных местах.
Охранные зоны
На территории района созданы Сохондинский заповедник и национальный природный парк Чикой (в т.ч. Ацинский и Буркальский заказники).

## История
Район образован 4 января 1926 года. Постановлением ВЦИК от 01.06.1932 г. Красноярский район бывшего Читинского округа переименован в Красночикойский.

## Население
| 2002    | 2007    | 2009    | 2010    | 2011    | 2012    | 2013    | 2014    | 2015    |
| ------- | ------- | ------- | ------- | ------- | ------- | ------- | ------- | ------- |
| 21 576  | ↘20 700 | ↘20 544 | ↘19 453 | ↘19 431 | ↘19 202 | ↘18 927 | ↘18 760 | ↘18 594 |
| 2016    | 2017    | 2018    | 2019    | 2020    | 2021    |         |         |         |
| ↘18 418 | ↘18 263 | ↘18 066 | ↘17 803 | ↘17 595 | ↘16 456 |         |         |         |

### Национальный состав
2010 год:
Русские 18839 чел.(96,84%)
Буряты 365 чел.(1,87%)
Остальные 249 чел.(1,28%)
2021 год:
Русские 15797 чел.(97,78%)
Буряты 271 чел.(1,67%)
Остальные 84 чел.(0,51%)

## Муниципально-территориальное устройство
В муниципальный район входят 15 муниципальных образований со статусом сельского поселения, а также 1 межселенная территория без какого-либо статуса муниципального образования:
| №         | Название               | Административный центр                | Количество населённых пунктов | Население (чел.) | Площадь (км²) |
| --------- | ---------------------- | ------------------------------------- | ----------------------------- | ---------------- | ------------- |
| 1e-06     | Сельские поселения     |                                       |                               |                  |               |
| 1         | Альбитуйское           | село Альбитуй                         | 3                             | ↘413             | 524,44        |
| 2         | Архангельское          | село Архангельское                    | 2                             | ↘613             | 750,05        |
| 3         | Байхорское             | село Байхор                           | 4                             | ↘526             | 704,07        |
| 4         | Большереченское        | населённый пункт Прииск Большая Речка | 2                             | ↘521             | 1883,83       |
| 5         | Верхнешергольджинское  | село Верхний Шергольджин              | 4                             | ↘481             | 416,91        |
| 6         | Жиндойское             | село Жиндо 1-е                        | 4                             | ↘664             | 362,13        |
| 7         | Захаровское            | село Захарово                         | 4                             | ↗1220            | 907,87        |
| 8         | Конкинское             | село Конкино                          | 1                             | ↗225             | 1227,35       |
| 9         | Коротковское           | село Коротково                        | 5                             | ↘1214            | 889,59        |
| 10        | Красночикойское        | село Красный Чикой                    | 1                             | ↘6451            | 312,03        |
| 11        | Малоархангельское      | село Малоархангельск                  | 1                             | ↗1001            | 200,16        |
| 12        | Мензинское             | село Менза                            | 3                             | ↘486             | 4750,05       |
| 13        | Урлукское              | село Урлук                            | 2                             | ↘1107            | 548,50        |
| 14        | Черемховское           | село Черемхово                        | 8                             | ↘1031            | 5555,10       |
| 15        | Шимбиликское           | село Шимбилик                         | 2                             | ↗492             | 622,68        |
| 15.000002 | Межселенная территория |                                       |                               |                  |               |
| 15.000003 | межселенная территория |                                       | 1                             | ↘11              |               |

## Населённые пункты
В Красночикойском районе 47 населённых пунктов:
| №  | Населённый пункт     | Тип              | Население    | Муниципальное образование |
| -- | -------------------- | ---------------- | ------------ | ------------------------- |
| 1  | Александровка        | село             | ↘101 (2021)  | Архангельское             |
| 2  | Альбитуй             | село             | ↘279 (2021)  | Альбитуйское              |
| 3  | Архангельское        | село             | ↘532 (2021)  | Архангельское             |
| 4  | Афонькино            | село             | ↘202 (2021)  | Черемховское              |
| 5  | Аца                  | село             | ↘140 (2021)  | Захаровское               |
| 6  | Байхор               | село             | ↘237 (2021)  | Байхорское                |
| 7  | Барахоево            | село             | ↘513 (2021)  | Коротковское              |
| 8  | Большаково           | село             | ↘106 (2021)  | Коротковское              |
| 9  | Большая Речка        | село             | ↘4 (2021)    | Черемховское              |
| 10 | Бурсомон             | село             | ↘135 (2021)  | Верхнешергольджинское     |
| 11 | Быково               | село             | ↘91 (2021)   | Коротковское              |
| 12 | Верхний Шергольджин  | село             | ↘298 (2021)  | Верхнешергольджинское     |
| 13 | Гремяча              | село             | ↘10 (2021)   | Байхорское                |
| 14 | Гутай                | село             | ↘67 (2021)   | Альбитуйское              |
| 15 | Жиндо 1-е            | село             | ↘334 (2021)  | Жиндойское                |
| 16 | Жиндо 2-е            | село             | ↘165 (2021)  | Жиндойское                |
| 17 | Жиндокон             | село             | ↘152 (2021)  | Жиндойское                |
| 18 | Захарово             | село             | ↘597 (2021)  | Захаровское               |
| 19 | Зашулан              | село             | →0 (2021)    | Черемховское              |
| 20 | Конкино              | село             | ↗225 (2021)  | Конкинское                |
| 21 | Коротково            | село             | ↘484 (2021)  | Коротковское              |
| 22 | Котый                | село             | ↘48 (2021)   | Верхнешергольджинское     |
| 23 | Красные Речки        | село             | ↘91 (2021)   | Коротковское              |
| 24 | Красный Чикой        | село             | ↘6451 (2021) | Красночикойское           |
| 25 | Малоархангельск      | село             | ↗1001 (2021) | Малоархангельское         |
| 26 | Маргинтуй            | село             | ↘0 (2021)    | Большереченское           |
| 27 | Менза                | село             | ↘269 (2021)  | Мензинское                |
| 28 | Могзон               | село             | →1 (2021)    | Шимбиликское              |
| 29 | Мостовка             | село             | ↗87 (2021)   | Байхорское                |
| 30 | Нижний Нарым         | село             | ↘93 (2021)   | Альбитуйское              |
| 31 | Осиновка             | село             | ↘131 (2021)  | Захаровское               |
| 32 | Прииск Большая Речка | населённый пункт | ↘634 (2021)  | Большереченское           |
| 33 | Семиозёрье           | село             | ↘11 (2021)   | межселенная территория    |
| 34 | Средний Шергольджин  | село             | ↘4 (2021)    | Верхнешергольджинское     |
| 35 | Стеклозавод          | село             | ↗57 (2021)   | Черемховское              |
| 36 | Укыр                 | село             | ↘249 (2021)  | Мензинское                |
| 37 | Урлук                | село             | ↘1090 (2021) | Урлукское                 |
| 38 | Усть-Урлук           | село             | ↘126 (2021)  | Урлукское                 |
| 39 | Усть-Ямаровка        | село             | ↘49 (2021)   | Черемховское              |
| 40 | Фомичёво             | село             | ↘294 (2021)  | Захаровское               |
| 41 | Хилкотой             | село             | ↘54 (2021)   | Жиндойское                |
| 42 | Черемхово            | село             | ↘580 (2021)  | Черемховское              |
| 43 | Шимбилик             | село             | ↘465 (2021)  | Шимбиликское              |
| 44 | Шонуй                | село             | ↘76 (2021)   | Мензинское                |
| 45 | Этытэй               | село             | ↘210 (2021)  | Байхорское                |
| 46 | Ядрихино             | село             | ↘114 (2021)  | Черемховское              |
| 47 | Ямаровка             | село             | ↘79 (2021)   | Черемховское              |

19 января 2005 года было упразднено село Голдановка.
Законом Забайкальского края от 25 декабря 2013 года было решено путём выделения из села Архангельское создать новый населённый пункт (село) с предполагаемым названием Архангельское 2-е, который так и не был выделен.

## Экономика
Район развивается преимущественно в сельскохозяйственном направлении, несмотря на значительную расчлененность территории, слабую заселенность и небольшие фонды земель, пригодных для ведения сельского хозяйства. Основные массивы пашен размещаются в широких ложбинах на пониженных склонах хребтов. По узким и отдаленным долинам располагаются сенокосы. Выгонно-пастбищные угодья находятся вблизи селений. Сельхозпроизводство ведут СПК «Агрофирма Родина» (см. «Родина») (с. Урлук), ООО «Пограничник» (с. Жиндо), СПК «Искра» (с. Байхор) и др. Важное значение для населения имеют таежные промыслы. Промышленность развита слабо. Работали: Воскресенский рудник, Гутайский рудник, Чикойский прииск. Действуют: АООТ «Разрез Зашуланский» — угледобывающее предприятие, АОЗТ «Турмалхан», разрабатывающее Малханское месторождение цветного турмалина, старательские артели. В с. Урлук работает завод по переработке и консервированию ягод, грибов и овощей. Осуществляется заготовка древесины, производство строительных материалов для местных нужд. Функционируют Красночикойский лесхоз и Красночикойский сельский лесхоз, специализированные охотничье-промысловые хозяйства.

## Образование и культура
В районе имеются: 28 дневных общеобразовательных учреждений, Красночикойский Аграрно-педагогический колледж, 21 библиотека, 38 клубно-досуговых учреждений, 10 музыкальных коллективов, имеющих звание нар. (см. Красночикойские хоры, Урлукский хор), музеи, в том числе Музей Мензинской средней школы, 7 больниц, в том числе Красночикойская центральная районная больница, врачебная амбулатория и 29 фельдшерско-акушерских пунктов.

## Достопримечательности
В районе 304 памятника, в том числе памятник архитектуры и градостроительства: Крестовоздвиженская церковь (с. Захарово).

## Археология и палеоантропология
Основная масса памятников археологии Красночикойского района исследовалась Чикойской археологической экспедицией, под руководствойм И.И. Кириллова, М.В. Константинова и А.В. Константинова. Перечень памятников археологии: Жиндо (на правом берегу реки Чикой), Мельничное-1, -2 (вблизи села Нижний Нарым на левом берегу реки Чикой), Алтан, Альбитуйский керексур, Бильчир, Горанково, Гутайский грот, Церковка, Егоркина пещера, Исток Буркала, Коврижка, Косая Шивера-1, Косая Шивера−2, Кристинкина пещера, Нижняя Еловка-1, −2, Приисковое, Студёное, Усть-Буркал, Усть-Мензинский археологический комплекс, Токуй, Усть-Шонуй, Фомичево, Читкан, Шебетуй, Шергольджин и др. На поселении позднего верхнего палеолита Студёное-1, обнаруженной в 2 км южнее села Нижний Нарым в устье ручья Студёный, найдена основа вкладышевого ножа длиной 26,8 см. На основе стоянок Студёное-1,2 с развитой техникой микронуклеуса была выделена студёновская культура, на памятниках которой почти нет бифасов. На поселении позднего среднего верхнего палеолита Студёное-2 появляется техника торцового микронуклеуса, но большинство орудий изготавливалось из пластин и отщепов. На поселении Студёное-2 найден богато орнаментированный «жезл начальника» из отростка рога северного оленя и костяная скульптура головы лося.
Реконструкции внешнего облика неолитических людей были выполнены по двум мужским черепам: погребение 1 могильника Падь Токуй и скелет 1 из погребения 2 могильника Жиндо. Также выполнена реконструкция мужчины (Философ), которого нашли в окрестностях села Жиндо на правом берегу реки Чикой, женщины (Ведьма) с европеоидными признаками, жившей около 8 тыс. л. н. и найденной на поселения Мельничное близ села Нижний Нарым. Планируется выполнить анализ ДНК, мужчины с археологического комплекса Усть-Менза при впадении реки Мензы в реку Чикой. Его ДНК изучают в лаборатории геогенетики Университета Копенгагена (Дания). Изучение останков и реконструкция черепов выявили принадлежность неолитических людей из Усть-Мензы-VI, а также из погребений Жиндо и Токуй эпохи неолита и ранней бронзы к палеоазиатскому антропологическому типу.